# Saga de Xam
Saga de Xam é uma história em quadrinhos francesa de 1967, escrita por Jean Rollin e desenhada por Nicolas Devil, publicado pelo lendário editor Eric Losfeld.
O livro em quadrinhos conta a história de Saga, uma garota de pele azul que vive no planeta Xam. O enredo em geral trata de problemas raciais e da violência, mostrando a personagem visitando a Terra em diversas épocas e ocasiões para aprender sobre a sobrevivência humana.  É um dos mais raros e autênticos exemplares de graphic novel psicodélica, sendo um símbolo artístico da segunda metade do século 20. As detalhadas páginas de Saga de Xam foram desenhadas em grandes quadros e, ao serem reduzidas ao tamanho de um livro, resultou-se na diminuição das letras e é necessário uma lupa para lê-las. O livro, impresso em papel de 300 gramas, é extremamente raro e muito valorizado ao longo dos anos por colecionadores de todo o planeta, mesmo por nunca ter sido reimpresso.
Esta obra é relacionada à emancipação sexual feminina dos anos 60.